# کتیبه پل دروازه
کتیبه پل دروازه مربوط به سده‌های متاخر دوران‌های تاریخی پس از اسلام است و در شهرستان دالاهو، بخش مرکزی، دهستان بان زرده، ۳۵۰ متری شمال شرق روستای شالان واقع شده و این اثر در تاریخ ۱۸ اسفند ۱۳۸۷ با شمارهٔ ثبت ۲۴۸۵۹ به‌عنوان یکی از آثار ملی ایران به ثبت رسیده است.